# 平壤新里小学校
平壤新里小学校是朝鲜民主主义人民共和国平壤市的一所教育样板学校，校长韩惠玉。朝鲜著名体操运动员裴吉洙曾毕业于此。